# Princess Royal
Princess Royal (Královská princezna) je titul příležitostně udělovaný ve Spojeném království nejstarší dceři panujícího monarchy. Nenáleží jí automaticky, je pokaždé udělován panujícím monarchou a tak ne každá nejstarší dcera (od roku 1642) tento titul nosila. Titul je doživotní a nelze jej pozbýt ani změnou stavu (např. sňatkem). Titul nemohou nosit dvě princezny současně.

## Historie
Titul vznikl v 17. století na popud manželky krále Karla I., Henrietty Marie Bourbonské, která si přála, aby její nejstarší dcera nosila stejný titul, jaký by nosila ve Francii (Madame Royale). V roce 1642 tak Karel I. udělil titul poprvé své nejstarší dceři (třetímu dítěti), Marii. Titul se však přestal užívat až do panování Jiřího II., kdy byl udělen jeho nejstarší dceři Anně Hannoverské.

## Seznam Královských princezen
- 1642 – 1660 : Marie Henrietta Stuartovna, nejstarší dcera krále Karla I.
- 1727 – 1734 : Anna Hannoverská, nejstarší dcera krále Jiřího II.
- 1789 – 1797 : Šarlota Hannoverská, nejstarší dcera krále Jiřího III.
- 1841 – 1858 : Viktorie Sasko-Koburská, nejstarší dcera královny Viktorie
- 1905 – 1931 : Luisa Koburská, vévodkyně z Fife, nejstarší dcera krále Eduarda VII.
- 1932 – 1965 : Marie Sasko-Koburská, nejstarší dcera krále Jiřího V.
- 1987 – : Anne Mountbatten-Windsor, nejstarší dcera královny Alžběty II.

Následujícím nejstarším dcerám nebyl titul udělen:
- Marie II. Stuartovna (1662–1694), nejstarší dcera Jakuba II. a manželka Viléma III. Oranžského, oranžského prince a anglického krále (1650–1702)
- Žofie Dorotea Hannoverská (1687–1757), jediná dcera krále Jiřího I. a manželka pruského krále Fridricha Viléma I.

## Galerie

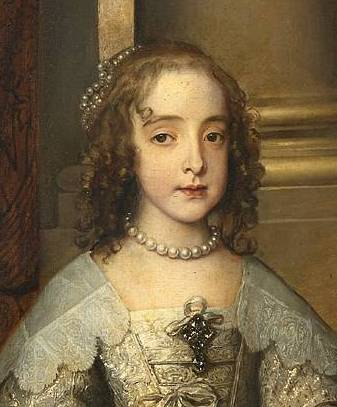
Marie Stuartovna (princezna oranžská)
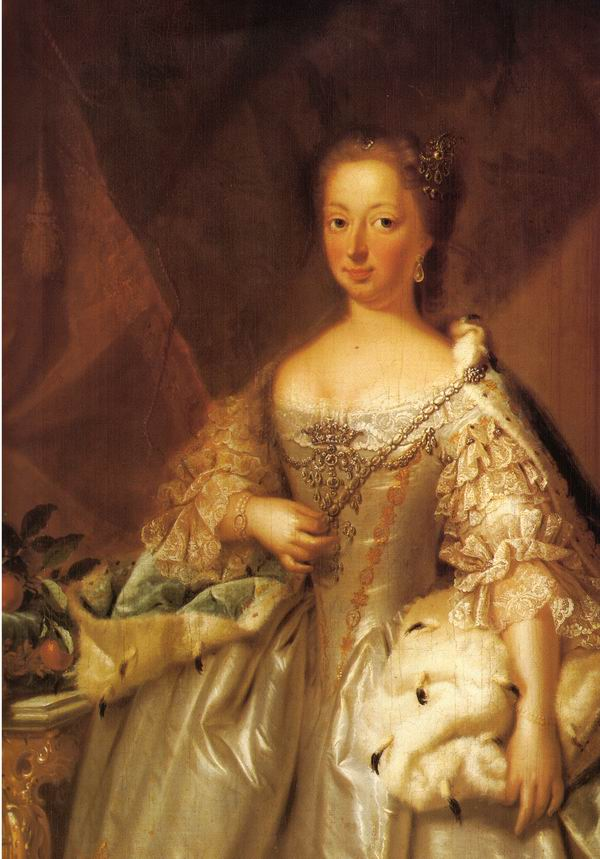
Anna Hannoverská
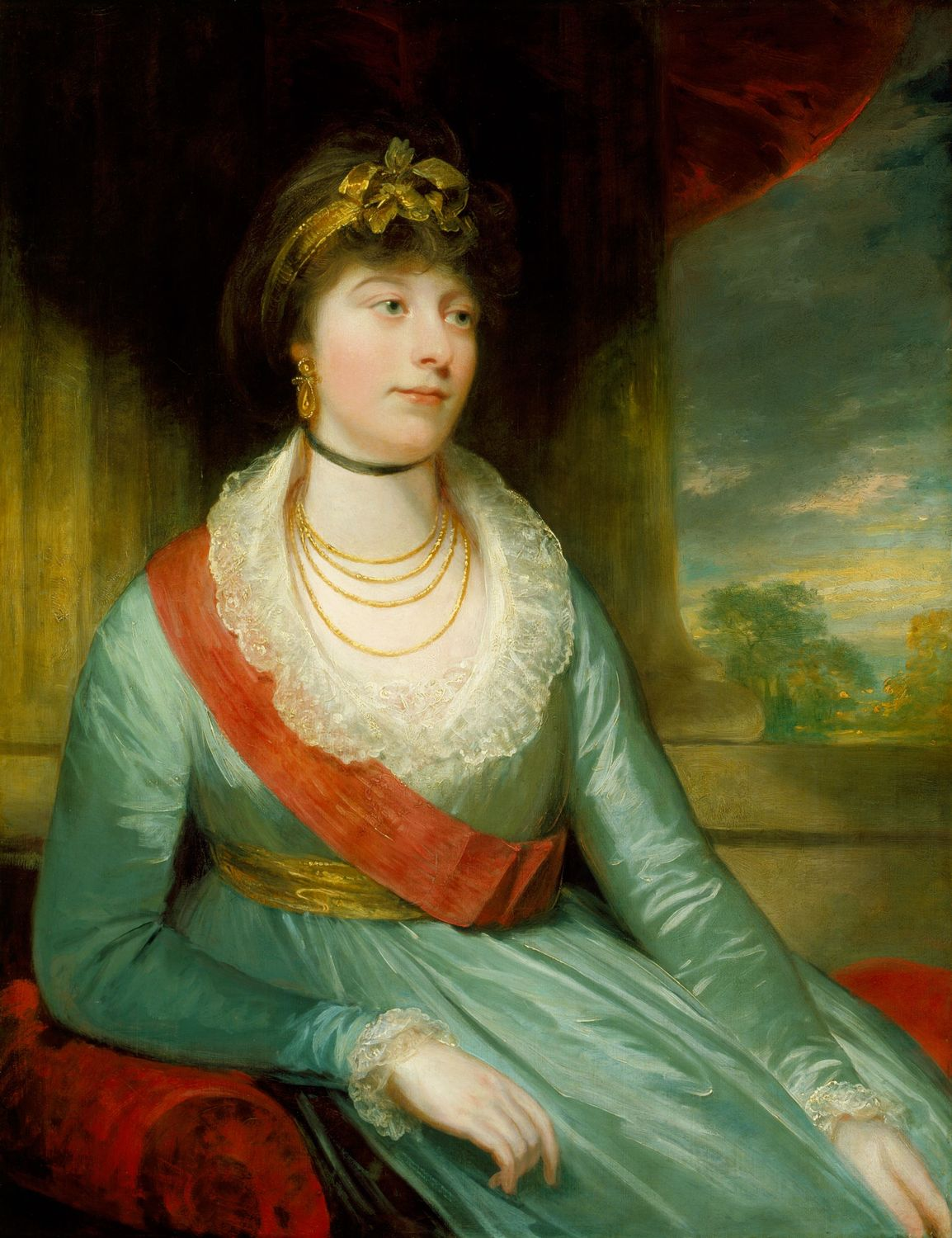
Šarlota Hannoverská
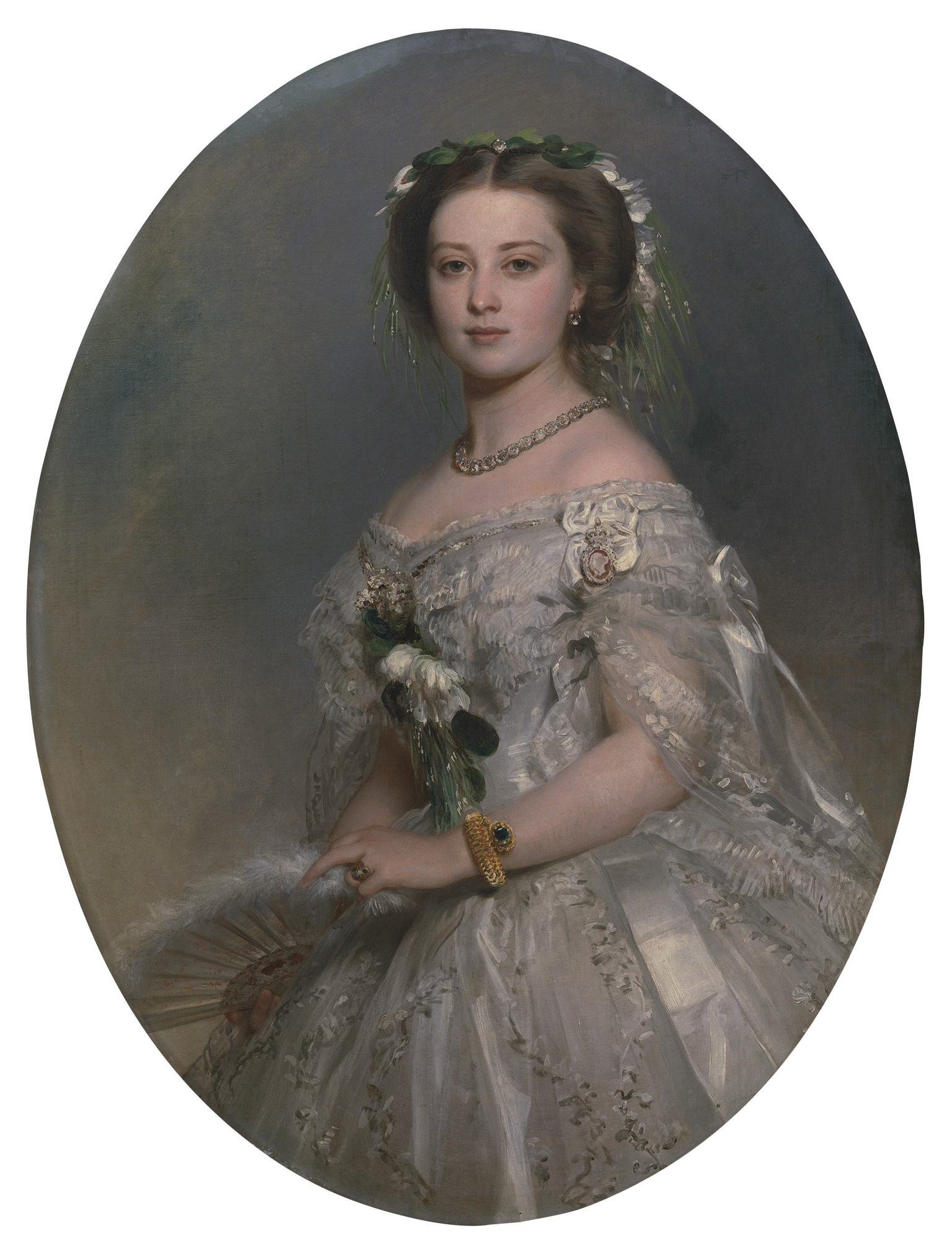
Viktorie Sasko-Koburská
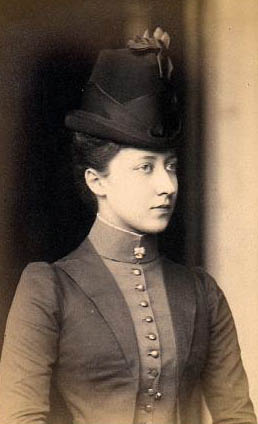
Luisa Sasko-Koburská
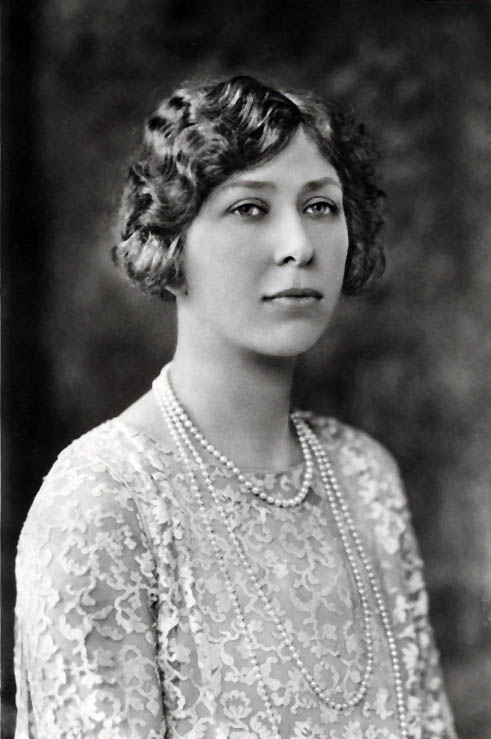
Marie Sasko-Koburská
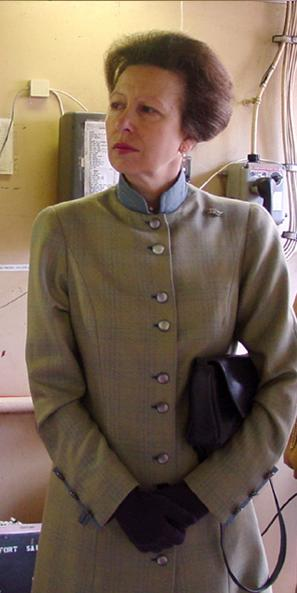
Anne Mountbatten-Windsor